# Darstellungstheorie der Lorentz-Gruppe
In der Physik wird die Darstellungstheorie der Lorentz-Gruppe zur Beschreibung von Elementarteilchen in der relativistischen Quantenmechanik sowie zur Beschreibung von Feldern in der Quantenfeldtheorie benötigt.

## Lorentz-Gruppe
Die Lorentz-Gruppe ist die Gruppe der die Minkowski-Metrik {\displaystyle t^{2}-x^{2}-y^{2}-z^{2}} invariant lassenden linearen Abbildungen der Raum-Zeit {\displaystyle \mathbb {R} ^{1+3}}, also
{\displaystyle {\text{O}}(3,1):=\left\{A\in \mathbb {R} ^{4\times 4}:A{\begin{pmatrix}1&&&\\&-1&&\\&&-1&\\&&&-1\end{pmatrix}}A^{T}={\begin{pmatrix}1&&&\\&-1&&\\&&-1&\\&&&-1\end{pmatrix}}\right\}}.
Sie hat vier Zusammenhangskomponenten. Die Zusammenhangskomponente des neutralen Elements heißt {\displaystyle {\text{SO}}^{+}(3,1)}. Diese Komponente wird von {\displaystyle {\text{SL}}(2,\mathbb {C} )} zweifach überlagert.
Insbesondere ist ihre Lie-Algebra {\displaystyle {\mathfrak {so}}(3,1)} isomorph zur Lie-Algebra sl(2,C).

## Endlich-dimensionale Darstellungen

### Darstellungen der Lie-Algebra
Die Darstellungstheorie der sl(2,C) zeigt, dass jede {\displaystyle \mathbb {C} }-lineare, irreduzible und endlich-dimensionale Darstellung von {\displaystyle {\mathfrak {sl}}(2,\mathbb {C} )} eine sogenannte Spin-{\displaystyle m}-Darstellung für ein {\displaystyle m\in {\tfrac {1}{2}}\mathbb {Z} } ist. Diese Darstellung ist {\displaystyle (2m+1)}-dimensional und es gibt für jeden ganz- oder halbzahligen Wert von {\displaystyle m} eine bis auf Isomorphismus eindeutige irreduzible Darstellung {\displaystyle \pi _{m}}.
Es folgt dann, dass jede {\displaystyle \mathbb {R} }-lineare, irreduzible und endlich-dimensionale Darstellung von {\displaystyle {\mathfrak {sl}}(2,\mathbb {C} )={\mathfrak {so}}(3,1)} von der Form {\displaystyle \pi _{m,n}:=\pi _{m}\otimes {\overline {\pi }}_{n}} mit ganz- oder halbzahligen Werten {\displaystyle m,n\in {\tfrac {1}{2}}\mathbb {Z} } ist. Hierbei ist das Tensorprodukt zweier Lie-Algebra-Darstellungen definiert durch
{\displaystyle \pi _{m,n}(X):=I_{2m+1}\otimes {\overline {\pi }}_{n}(X)+\pi _{m}(X)\otimes I_{2n+1}}
und {\displaystyle {\overline {\pi }}_{n}} bezeichnet die zu {\displaystyle \pi _{n}} komplex konjugierte Darstellung. (Die entsprechende Lie-Gruppen-Darstellung ist das Tensorprodukt der ersten Lie-Gruppen-Darstellung mit dem komplex konjugierten der zweiten.)
Die Darstellung {\displaystyle \pi _{m,n}} ist {\displaystyle (2m+1)(2n+1)}-dimensional und irreduzibel.

### Projektive Darstellungen
Jede Lie-Algebren-Darstellung {\displaystyle \pi _{m,n}} bestimmt (nach dem Zweiten Lie’schen Satz) eine (reelle) Darstellung von {\displaystyle {\text{SL}}(2,\mathbb {C} )} und damit eine projektive Darstellung {\displaystyle \rho _{m,n}} von {\displaystyle {\text{SO}}^{+}(3,1)}.
Falls {\displaystyle m=n} ist, kann {\displaystyle \rho _{m,n}} zu einer projektiven Darstellung der gesamten Lorentz-Gruppe {\displaystyle {\text{O}}(3,1)} fortgesetzt werden.
Dies ist nicht möglich für {\displaystyle m\not =n}, aber jedenfalls kann dann noch {\displaystyle \rho _{m,n}\oplus \rho _{n,m}} zu einer irreduziblen projektiven Darstellung von {\displaystyle {\text{O}}^{+}(3,1)} fortgesetzt werden.

### Darstellungen
{\displaystyle {\text{SL}}(2,\mathbb {C} )} ist eine zweifache Überlagerung von {\displaystyle {\text{SO}}^{+}(3,1)}, wobei {\displaystyle I_{2}} und {\displaystyle -I_{2}} auf das neutrale Element {\displaystyle I_{4}\in {\text{SO}}^{+}(3,1)} abgebildet werden. Eine Darstellung von {\displaystyle {\text{SL}}(2,\mathbb {C} )} entspricht also genau dann einer Darstellung (und nicht nur einer projektiven Darstellung) von {\displaystyle {\text{SO}}^{+}(3,1)}, wenn auch {\displaystyle -I_{2}=\left({\begin{smallmatrix}-1&0\\0&-1\end{smallmatrix}}\right)\in {\text{SL}}(2,\mathbb {C} )} auf die Einheitsmatrix abgebildet wird.
Man prüft leicht nach, dass das für die Darstellungen {\displaystyle \rho _{m,n}} genau dann der Fall ist, wenn {\displaystyle m} und {\displaystyle n} ganze Zahlen sind.
Wenn {\displaystyle m=n\in \mathbb {Z} }, dann erhält man eine Darstellung der vollen Lorentz-Gruppe {\displaystyle O(3,1)}.

### Beispiele
Im Folgenden bezeichne {\displaystyle (m,n)} die {\displaystyle (2m+1)(2n+1)}-projektive Darstellung {\displaystyle \rho _{m,n}} von {\displaystyle SO^{+}(3,1)}.
- (0, 0) ist die in relativistischen Skalarfeld-Theorien verwendete skalare Lorentz-Darstellung.
- {\displaystyle \left({\tfrac {1}{2}},0\right)} ist die projektive Darstellung der linkshändigen Weyl-Spinoren, {\displaystyle \left(0,{\tfrac {1}{2}}\right)} die der rechtshändige Weyl-Spinoren. Diese beiden Darstellungen sind keine linearen Darstellungen der Gruppe {\displaystyle {\text{SO}}^{+}(3,1)}.
- {\displaystyle \left({\tfrac {1}{2}},0\right)\oplus \left(0,{\tfrac {1}{2}}\right)} ist die Bispinor-Darstellung.
- {\displaystyle \left({\tfrac {1}{2}},{\tfrac {1}{2}}\right)} ist die Vierervektor-Darstellung. Der Viererimpuls eines Teilchens transformiert sich entsprechend dieser Darstellung.
- {\displaystyle (1,0)} ist die projektive Darstellung im Raum der selbstdualen 2-Formen und {\displaystyle (0,1)} die projektive Darstellung im Raum der anti-selbstdualen 2-Formen. Diese beiden Darstellungen sind keine linearen Darstellungen der Gruppe {\displaystyle {\text{SO}}^{+}(3,1)}.
- (1, 0) ⊕ (0, 1) ist die Darstellung eines Paritäts-invarianten Feldes von 2-Formen (d. h. von Krümmungsformen). Das elektromagnetische Tensorfeld transformiert sich entsprechend dieser Darstellung.
- {\displaystyle \left(1,{\tfrac {1}{2}}\right)\oplus \left({\tfrac {1}{2}},1\right)} entspricht dem Rarita–Schwinger-Feld.
- (1, 1) ist die Spin-2-Darstellung eines spurlosen symmetrischen Tensorfelds.